# 虎刺
虎刺（学名：Damnacanthus indicus）又名伏牛花，为茜草科虎刺属下的一个种。

## 用途
減少心跳頻率、緩和呼吸、減輕支氣管收縮的情形。對皮膚具有殺菌作用，可刺激小腸蠕動。
注意：懷孕期間請勿使用。

## 外部連結
[在维基数据编辑]
 《欽定古今圖書集成·博物彙編·草木典·伏牛花部》，出自陈梦雷《古今圖書集成》
 《植物名實圖考·伏牛花》，出自吳其濬《植物名實圖考》